# Lozove, Kazanka
Lozove (în ucraineană Лозове) este un sat în comuna Troiițko-Safonove din raionul Kazanka, regiunea Mîkolaiiv, Ucraina.

## Demografie
Componența lingvistică a localității Lozove
     Rusă (80%)
     Ucraineană (20%)
Conform recensământului din 2001, majoritatea populației localității Lozove era vorbitoare de rusă (80%), existând în minoritate și vorbitori de ucraineană (20%).